# Frankie Valli
Frankie Valli (Newark, 3 mei 1934), geboren als Francis Stephen Castelluccio, is een Amerikaanse zanger. Hij is het meest bekend als leadzanger van The Four Seasons.
Valli vormde samen met Tommy DeVito, Nick Massi en Bob Gaudio The Four Seasons. Met deze groep scoorde hij wereldwijd grote hits met liedjes als Sherry, Big Girls Don't Cry, Walk Like a Man, Rag Doll en December, 1963 (Oh, What a Night).

## Muziekcarrière
Frankie Valli begon z'n professionele muziekcarrière in 1951. Hij werd opgemerkt door de groep Variety Trio, bestaande uit Nickie DeVito, Tommy DeVito en Nick Macioci. Maar een jaar later splitste de groep op en ging Valli verder met Tommy DeVito. Samen werden ze lid van de band die altijd optrad in The Strand in New Brunswick, New Jersey. Valli zong en speelde basgitaar.
In 1953 nam hij z'n eerste single, My Mother's Eyes, op onder de naam "Frankie Valley". Die naam heeft hij gebaseerd op de zangeres Jean Valley. Rond deze periode besloten DeVito en Valli om The Strand te verlaten en vormden een nieuwe groep. Deze groep, The Variatones, bestond verder uit Hank Majewski, Frank Cattone en Billy Thompson.
In 1956 zocht men een groep om als achtergrondzangers op te treden voor een bekende zangeres. De groep deed auditie en werd opgemerkt door Peter Paul, een geluidsman uit New York. Hij liet de groep een week later auditie doen bij RCA Records. De groep ging voortaan door het leven als The Four Lovers. Ze namen meerdere singles op en scoorde een kleine hit met het liedje You're the Apple of My Eye. Later voegden ook enkele andere muzikanten zich bij de groep, zoals onder meer Nickie DeVito en Nick Macioci, die zichzelf  Nick Massi noemde. Ze bleven optreden tot 1959, toen Bob Gaudio lid werd van de groep. Vanaf begin jaren 60 gingen ze door het leven als The Four Seasons.
Met The Four Seasons scoorde Valli verschillende hits. In 1962 kwam hij op nummer 1 terecht met het liedje Sherry. Gedurende de jaren 60 ging Valli ook vaker solo. Met de hulp van producer Bob Crewe nam hij verschillende soloprojecten op zoals onder meer The Sun Ain't Gonna Shine (Anymore), wat later een groot succes werd toen het gecoverd werd door The Walker Brothers. Later scoorde Valli een hit met Can't Take My Eyes Off You. Het liedje kwam in de Verenigde Staten nooit hoger dan plaats 2 in de hitparade (al werd de cover van de Boys Town Gang bijvoorbeeld een nummer 1-hit in Nederland), maar wordt algemeen beschouwd als een wereldhit.
In de jaren 70 kwam Valli minder vaak aan bod, maar scoorde hij wel opnieuw een hit met het liedje My Eyes Adored You. Het bekendste werk van Valli tijdens de jaren 70 is echter de titelsong Grease voor de gelijknamige film uit 1978. Zowel de film als de titelsong werd wereldwijd een groot succes. Dit nummer werd een nummer-1-hit in de Nederlandse Top 40 en een nummer-3-hit in de Nationale Hitparade.
Eind 2017 en begin 2018, op 83-jarige leeftijd,  trad Valli nog steeds op. Tijdens een interview in 2016 kreeg hij de vraag waarom hij maar bleef optreden, ook met "The Four Seasons" (niet de originele bandleden, maar jonge mannen). Valli antwoordde dat hij het nog steeds leuk vindt en geen hobby's, zoals golf heeft.
In 2020 verschijnt er (online) een tweede versie van het liedje Grease, met allerlei muzikanten. Valli zingt daar op 86-jarige leeftijd het nummer in, 42 jaar na de eerste versie in 1978. In mei 2022, op net 88-jarige leeftijd, is Franki Valli nog steeds met optredens bezig, met de nieuwe generatie van The Four Seasons.

## Trivia
- In seizoen 5 en 6 van de HBO-serie The Sopranos is Valli te zien in de rol van maffialid Rusty Millio.
- In 2009 werd een cover van zijn nummer Beggin'  door Madcon (gebaseerd op een remix uit 2007 door de Franse DJ Pilooski) alsnog een hit en werd er ook een aparte videoclip bij gemaakt.
- In 2024 kregen Valli en The Four Seasons een ster op de Hollywood Walk of Fame.

## Singles
| Single met eventuele hitnotering(en) in de Nederlandse Top 40 | Datum van verschijnen | Datum van binnenkomst | Hoogste positie | Aantal weken | Opmerkingen                                                        |
| ------------------------------------------------------------- | --------------------- | --------------------- | --------------- | ------------ | ------------------------------------------------------------------ |
| Grease                                                        |                       | 1978                  | 1(2wk)          | 14           | titelsong van de film Grease (1978) / #3 in de Nationale Hitparade |
| December, 1963 (Oh, What a Night)                             |                       | 1988                  | 16              | 8            | met The Four Seasons (heruitgave) / #18 in de Nationale Hitparade  |

## NPO Radio 2 Top 2000
| Nummer met noteringen in de NPO Radio 2 Top 2000 | '99  | '00 | '01  | '02-'03 | '04  |
| ------------------------------------------------ | ---- | --- | ---- | ------- | ---- |
| Grease                                           | 1370 | -   | 1950 | -       | 2000 |

1. ↑  Een '-' betekent dat het nummer niet was genoteerd en een vetgedrukt getal geeft de hoogste notering aan.
2. ↑  Deze tabel is bijgewerkt tot en met de laatste editie (2024).